# Susa (Cundinamarca)
Para el nombre de la antigua ciudad iraní, ver Susa
Susa es un municipio colombiano del departamento de Cundinamarca, ubicado en la Provincia de Ubaté, a 128 km de Bogotá. 

## Toponimia

### Origen lingüístico[3]
- Familia lingüística: Chibcha
- Lengua: Muysccubun

### Significado
El topónimo Susa, en muysc cubun (idioma muisca) significa «paja blanca». Susa posiblemente pertenece a la lengua general Muisca y presenta los vocablos su-sua "sol, día", sa "ahora", za "noche", "negación".

### Origen / Motivación
Susa era el caserío que se encontró en la región en tiempos de la COnquista y es el nombre con el que los indígenas del lugar lo denominaron.

## Geografía

### Relieve
El siguiente cuadro refiere los diferentes tipos de pendiente que se presentan en el municipio; los datos de este cuadro se encuentran en Plan Municipal de Gestión del Riesgo de Desastres Susa:
|                    | % pendiente    | Ubicación |
| ------------------ | -------------- | --- |
| Planicie           | 0% - 3%        | Sectores centro, norte, nororiental, planicie fluviolacustre y planicie río Susa                                                |
| Pendiente suave    | 3% - 12%       | Cabecera municipal, laderas parte media-baja vereda La Fragua, sectores localizados veredas Paunita y El Tablón, vereda Nutrias |
| Pendiente moderada | 12% - 25%      | Veredas Aposentos, Cóquira, El Tablón, Matarredonda                                                                             |
| Pendiente fuerte   | 25% - 50%      | Veredas Aposentos, Cascadas, Cóquira, Punta de Cruz                                                                             |
| Pendiente mayor    | 50% y superior | Cerros de Peñas Blancas, Ladino El Penco y La Virgen; cuchillas del Tablón y El Manso                                           |

### Precipitaciones
Las precipitaciones en la zona varían entre los 40 y 140 mm; en todo caso no exceden los 250 mm. Se presentan dos (2) periodos lluviosos intercalados con dos (2) periodos secos: 
El primer periodo lluvioso ocurre entre los meses de marzo y mayo. El segundo periodo de lluvias se sucede entre octubre y noviembre. Por lo general en el primer periodo lluvioso, las lluvias son más intensas y la temporada más larga. 
Los periodos secos se extienden entre junio y agosto y entre enero y febrero siendo más crítico el periodo de mitad del año, especialmente el mes de julio.

### Hidrología
La red hidrográfica del municipio se encuentra conformada por la cuenca del río Suárez, dentro de la cual se diferencian las subcuencas de los ríos San José y Susa. Dentro de la subcuenca del río San José se presentan las microcuencas del río San Jacinto, las quebradas Chuscales y de La Valdés; y al interior de la subcuenca del río Suárez se presentan las microcuencas de la quebrada Colorada y la del río Susa, además de cuerpos de agua que drenan el área del municipio.
En todo el territorio municipal existen aproximadamente 25 quebradas. A nivel del casco urbano la quebrada Cóquira es la más importante. La quebrada Colorada es afluente principal del río Susa, y la única fuente de agua del municipio que registra un volumen permanente de agua, incluso en épocas de fuerte sequía; en su curso se encuentran, al menos cuatro bocatomas de acueductos.
Adicionalmente, al norte del municipio, se encuentra la Laguna de Fúquene, que tiene aproximadamente 6 km de largo por 7 km de ancho, con un área superficial de 30 km². Recibe las aguas de los ríos Ubaté, Fúquene y de otras corrientes menores, dando origen al río Suárez. El 23% de sus aguas pertenecen al municipio de Susa y el restante al municipio de Fúquene. Es navegable por pequeñas embarcaciones y constituye la base económica de las poblaciones cercanas a ella. La sedimentación y desecación, han reducido notablemente el nivel y volumen de sus aguas. En periodos de lluvia la laguna aumenta su nivel inundando áreas circundantes, estas inundaciones inician a partir de 2.539,75 m s. n. m.

### Límites municipales
Susa está limitado por los siguientes municipios:
| Noroeste: Simijaca         | Norte: Simijaca | Nordeste: San Miguel de Sema ( Boyacá) (Laguna de Fúquene) |
| Oeste: Carmen de Carupa    |                 | Este: Fúquene                                              |
| Suroeste: Carmen de Carupa | Sur: Ubaté      | Sureste: Fúquene                                           |

### División administrativa
El municipio en su parte rural está dividido en 13 veredas: Aposentos, Cascadas, Cóquira, El Tablón, La Estación, La Fragua, La Glorieta, Llano Grande, Matarredonda, Nutrias, Paunita, Punta de Cruz y Timinguita
A su vez, la cabecera municipal se divide en: Centro, Barrio San Gil, Urbanización El Portal y Urbanización Villas de San Germán

## Demografía
Según el Censo Nacional de Población y Vivienda realizado por el DANE en 2018, la población de Susa es de 6.073 habitantes. de los cuales 2.150 viven en la cabecera municipal y 3.923 habitan en la zona rural del municipio.

### Serie histórica de población
En el siguiente cuadro se muestra los datos históricos de la población del municipio de Susa de acuerdo a los diferentes censos:
| Año  | Total población | Habs. Zona urbana | Habs. Zona rural | Hombres | Mujeres |
| ---- | --------------- | ----------------- | ---------------- | ------- | ------- |
| 1863 | 3.754           |                   |                  |         |         |
| 1928 | 6.334           | 1.039             | 5.295            | 3.171   | 3.163   |
| 1938 | 5.113           | 525               | 4.588            | 2.468   | 2.465   |
| 1951 | 5.359           | 559               | 4.800            | 2.601   | 2.758   |
| 1964 | 5.885           | 792               | 5.063            | 2.892   | 2.963   |
| 1973 | 5.441           | 785               | 4.656            | 2.764   | 2.677   |
| 1985 | 6.226           | 1.285             | 4.941            |         |         |
| 1993 | 5.362           | 1.111             | 4.251            | 2.736   | 2.626   |
| 2005 | 9.788           | 4.801             | 4.987            | 4.959   | 4.829   |
| 2018 | 6.073           | 2.150             | 3.923            | 2.964   | 3.109   |

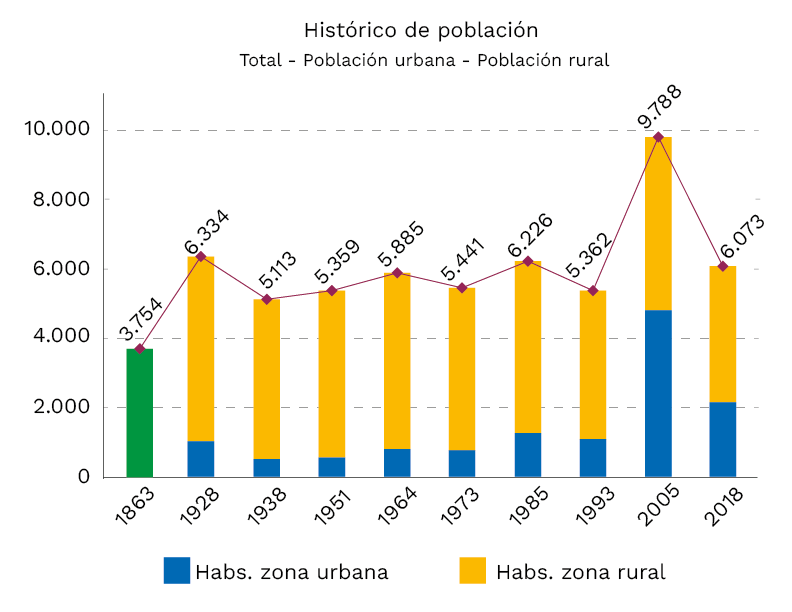

Información basada en los censos de 1928, 1938, 1951, 1964, 1973, 1985, 1993, 2005, 2018, y en los datos de la "Jeografía física i politica del Estado de Cundinamarca" de 1863.
En la gráfica se puede observar la dinámica de población de los censos mencionados anteriormente, reflejando una marcada tendencia a la población rural; si bien esta condición cambia en los últimos años, donde se observa que la población urbana se acerca a una paridad con la población rural del municipio.

## Historia

### Épocas prehispánica e hispánica
En la época precolombina, el territorio del actual municipio de Susa estuvo habitado por los muiscas. En la región existieron cuatro cacicazgos autónomos: Fúquene, Tinjacá, Simijaca y Susa. En el valle de Susa había dos caciques que administraban su respectiva "capitanía", sumando ambas capitanías el 20% del total de la población del valle. Allí los caciques recibían tributo y ayuda en la construcción de sus casas por parte de sus tributarios, y estos retribuían con grandes festejos para la comunidad, también como forma de garantizar su confianza y dominio entre la población. Según relataba el cacique de Fúquene, "Los caciques estas obligados y tienen costumbre de darles de beber o regalarlos y que al que esto no hace que entre ellos tienen por cacique mal avantajado o mesquino y los indios ne le van a ver tan menudo como a loi que regalan bien y cito en borracheras y en cualquier tiempo y que esta costumbre sabe que se usa... en el dicho pueblo de Susa, y lo mismo ha visto en lo...Valle de Bogotá". Para inicios de 1500 (siglo XVI) se afianzó el poder del zipazgo de Bacatá sobre algunos territorios y cacicazgos, como los de Guatavita, Ubaque, Simijaca, Ebaté (Ubaté) y Susa.
Hacia 1537 se registra el paso de Gonzalo Jiménez de Quesada por el territorio de Susa hacia el sur. El 2 de agosto de 1600 el Oidor Luis Enríquez profirió desde Cucunubá el auto de fundación de los nuevos pueblos indios de Susa, Simijaca, Fúquene y Nemoquá. El mismo 2 de agosto, Luis Enríquez contrató con el albañil Juan Gómez de Grajeda la construcción de la iglesia de Susa por valor de 1.620 pesos oro de veinte quilates; la escritura fue firmada ante el escribano Rodrigo Zapata y los testigos y fiadores Juan Francisco de Ortega, Juan de Silva Collante, Domingo de Guevara y Juan de Vera. 
El 7 de agosto de 1601, Juan Gómez de Grajeda hizo constar que además estaba encargado de construir las iglesias de Simijaca y Cucunubá, y que para construirlas traspasaba su contrato a Juan Gómez de Narváez. El 29 de abril de 1603 había 303 tributarios.
El 29 de julio de 1604 el Oidor Lorencio de Terrones, con el escribano Rodrigo Zapata, hizo descripción o relación de visita y empadronamiento, en la que figuraron 1.132 indios. 
Según información de la Diócesis de Zipaquirá, la parroquia de Nuestra Señora de los Dolores fue fundada el 7 de julio de 1612 y su primer párroco fue don Damé Diez Ortego. La primera partida de bautismo que figura en los libros parroquiales data del 27 de junio de 1619, correspondiente a Juan, de 4 meses de edad, hijo de Alonso Furistaguda y Doña Francisca su mujer, firmada por el cura Bartolomé Díaz Ortega. 
En el altar de la iglesia parroquial se venera la imagen de la Virgen de los Dolores del Topo, patrona de Susa. El altar mayor es de estilo barroco neogranadino; este altar está compuesto por una serie de columnas corintias con fuste profusamente decorado y dorado. Otra maravilla de esta iglesia es el tabernáculo que en el exterior posee decoraciones fitomorfas y en el interior se encuentran pinturas zoomorfas y de enredaderas, emulando al paraíso bíblico. Según la Diócesis de Zipaquirá, desde la fundación de la parroquia hasta la actualidad han regido el sitio 39 párrocos. 
El 9 de diciembre de 1638, en visita de Gabriel de Carvajal, se relacionaron 1.461 indios, algunos de ellos orcadores de ovejas y otros, integrantes de chirimía: la chirimía era el conjunto de indios cantores y músicos que acompañaban las ceremonias religiosas, quienes gozaban de algunos privilegios, entre ellos no pagar tributos.

### SigloXIX
Hacia 1815, el naciente Estado de Cundinamarca estaba dividido en cantones, y Susa formaba parte del cantón de Chiquinquirá, en el cual también se encontraban Simijaca, Saboyá, Muzo, Paime, Miripí, Coper, Pauna y Yocotó.
El nombre de Susa también hizo presencia en la gesta libertadora: el 8 de agosto de 1819, un día después de la Batalla de Boyacá, el teniente coronel del ejército español, Sebastián Díaz, refiere: "A las 10 se entra a Chiquinquirá y tras dos horas de racionamiento y descanso, se marcha hacia Santa Fé, pasando a las dos por Simijaca y llegando a las tres a Susa, donde se tiene noticias de que fuerzas patriotas avanzan de Ubaté, a las que no se les puede hacer frente debido a la fatiga. A las 7 de la noche se tuerce hacia Muzo...". Es pues, desde este municipio desde donde los españoles desisten de llegar a Santa Fe y empiezan su retirada definitiva, consolidándose así la victoria independentista.
En 1863 Felipe Pérez presenta la "Jeografía física i política del Estado de Cundinamarca", uno de los documentos compilatorios de la Comisión Corográfica de 1850 a 1859 (dirigida por Agustín Codazzi) y de 1860 a 1862, en el cual se describe al municipio de la siguiente manera: "Susa, en el camino de Chiquinquirá cerca del lago de Fúquene. Tiene en sus inmediaciones una mina de cristal de roca hermosísimo, i fue en tiempo de los indios una ciudad grande, poblada i rica. La conquistó i saqueó el cipa Nemequene. Habitantes 3.754; metros sobre el nivel del mar 2.567,4; temperatura 13º "
Otra breve descripción de los alrededores del pueblo se puede encontrar en las "Impresiones de un viaje a América" del español José María Gutiérrez de Alba, quien en uno de sus viajes relata su llegada el 12 de febrero de 1872: 
"A las tres y media llegamos al pueblecito de Susa, situado en una ensenada larga y estrecha del mismo llano, y para llegar a la cual atravesamos una extensa alameda de sauces, que dan sombra y amenidad al camino. Desde allí pueden apreciarse perfectamente hasta en sus menores detalles los accidentes del ramal de la cordillera antes indicado, donde se ven formidables escotaduras, agudísimas crestas y profundidades espantosas, entre las cuales se distingue la que lleva por nombre el Salto de Olalla, horrible despeñadero por donde los indios arrojaron al intrépido conquistador Antón de Olalla que detenido en su caída por unos arbustos, solo sufrió la rotura de una pierna. Desde entonces le llamaron el Cojo" 

### SigloXX
Las confrontaciones políticas entre liberales y conservadores en Susa y en la región son de vieja data y de ellas hace eco la prensa: el 28 de junio de 1913 se registra los altercados posteriores a las elecciones del 4 de mayo, protagonizados por el general Juan Francisco Urdaneta; tras una serie de reyertas entre algunas personalidades del municipio, se presenta una serie de allanamientos a hogares de "republicanos" (liberales) generando un saldo de 17 personas detenidas (10 de ellas en la cárcel de Ubaté). El cronista del periódico El Tiempo que recoge dicha información también refiere la importancia de la participación en política por parte de los sacerdotes en las poblaciones (por lo general a favor del partido conservador) y deja entrever una cierta parcialidad en las autoridades a favor de los conservadores.
La prolongación del Ferrocarril del Norte hasta Chiquinquirá tuvo su viaje inaugural el 15 de mayo de 1926; de esta forma también se puso en funcionamiento la Estación de Susa, como parte de dicha línea ferroviaria que enlazaba a Bogotá con los municipios del norte de Cundinamarca y Boyacá.
En 1932, el 13 de julio, se presentó el robo de armas de la oficina de la alcaldía, quedando los tres policías del municipio sin armamento disponible para mantener el orden público y afrontar diversas situaciones, como los reiterados ataques de una cuadrilla de delincuentes en la zona del valle de Ubaté que afectó a los municipios de Susa y Simijaca. El 23 de octubre de ese mismo año, el municipio realizó un bazar en el que se recaudó la suma de $225, como contribución a la defensa nacional en la Guerra colombo-peruana
Hacia octubre de 1938, fue dado de baja un delincuente conocido con el alias de "Cucacho" que operaba en la zona; tras su muerte se generó una situación de alerta en Susa y Carmen de Carupa debido al accionar de algunos de sus secuaces quienes al parecer buscaban vengar su muerte, sumándose a esto la falta de recursos tanto humanos como de armamento en las respectivas alcaldías para hacer frente a la situación.
Nuevamente las diferencias políticas generan tensiones en el municipio: el 7 de noviembre de 1946, haciendo una aclaración al periódico El Siglo, el diputado liberal por la Asamblea de Cundinamarca Julio Gómez Gómez menciona que el alcalde Crispulo Burgos (conservador) fue removido del cargo y reemplazado por Ricardo Patiño, "conservador violento y precipitado en obedecer órdenes de sus dirigentes políticos". Esta misiva permite entrever lo que pasaría de manera posterior en varias zonas del país, incluyendo el mismo municipio, relacionado con ataques y asonadas como la realizada por el alcalde de Simijaca Alfonso Castro, varios "popoles" (policías) y ciudadanos del partido conservador el 3 de septiembre de 1947. Esa noche, entre las 8 p. m. y la 1 a. m., los atacantes provistos de armas de fuego generaron pánico entre la población y destruyeron con piedras y machetes las casas de cerca de treinta susenses liberales; en el cuerpo de guardia de Cundinamarca en el pueblo, uno de los cuatro miembros policiales se sumó al grupo de atacantes, enfrentando a sus compañeros y desobedeciendo a la autoridad.
En 1971 se estableció la Institución Educativa Departamental Tisquesusa, la cual continúa prestando sus servicios en el municipio.
El 20 de agosto de 1991 un incendio destruyó la Casa Municipal del pueblo, donde se encontraba el archivo del municipio perdiéndose así la mayor parte de los casi 400 años de historia documental de la población. La iglesia se salvó de la conflagración.
Mediante el Decreto 746 del 24 de abril de 1996, se hace la declaratoria de Monumento Nacional del conjunto de las Estaciones del Ferrocarril de pasajeros en Colombia cobijando dicha declaratoria a la estación de ferrocarril de Susa (ubicada en el kilómetro 140 de la línea Bogotá-Barbosa). Actualmente se encuentra relacionada en la lista de Bienes de Interés Cultural realizada por el Ministerio de Cultura, bajo la clasificación de Patrimonio Material - Inmueble.

### SigloXXI
El municipio adquirió fama a nivel nacional tras las elecciones para alcaldía del 26 de octubre de 2003, ya que fue la primera vez en el país que el voto en blanco derrotaba a los tres candidatos para el cargo: obtuvo 1.872 sufragios contra los 511 votos del candidato Oscar Rocha y 146 votos del candidato Hugo Martínez, y el candidato exalcalde Guillermo Almanza fue inhabilitado días antes de las elecciones por una decisión de la Procuraduría. Según algunos documentos, como el de la Misión de Observación Electoral (MOE) o el de la publicación "Cuestiones políticas", la victoria del voto en blanco pudo ser una estrategia dirigida por el candidato inhabilitado, sumándose a esto que al repetir las elecciones el 18 de enero de 2004, en las que se eligió a Luis Eduardo Robayo, también participó como candidata Dora Alba Peraza, esposa del exalcalde Almanza.
El 29 de mayo de 2011, cuatro menores miembros de una misma familia murieron ahogados en un estanque en la vereda La Estación; dicho cuerpo de agua se formó debido a las lluvias de la temporada.
En julio de 2019, la Corporación Autónoma Regional de Cundinamarca (CAR) anunció un convenio conjunto con la alcaldía y la apertura de licitación para la construcción de una planta de tratamiento de aguas residuales -PTAR- cuyo objetivo sería "reducir la carga contaminante por aguas residuales domésticas al río Susa y a la Laguna de Fúquene, generadas en el casco urbano del municipio de Susa". La obra, estimada en ese momento en un valor de $5.135 millones de pesos, se esperaba entrara en operación en agosto de 2020. Sin embargo, según denunció la Personería de Susa, esta planta de tratamiento podría convertirse en un "elefante blanco" ya que las obras en la misma están suspendidas desde abril de 2022 "y sin una esperanza próxima de entrega"
El 1 de enero de 2020 Ximena Ballesteros Castillo se posesionó como alcaldesa, siendo la primera mujer electa por voto popular para este cargo. El 20 de mayo de 2020, en sesión del Concejo Municipal, la Secretaria de Hacienda dio a conocer la noticia del robo de $400 millones de las cuentas bancarias del municipio.
Ante los fuertes cuestionamientos por el desarrollo de la gestión y los manejos administrativos, se adelantó un proceso de revocatoria de mandato a la alcaldesa Ballesteros, que culminó con la separación del cargo de la funcionaria en una jornada llevada a cabo el 20 de febrero de 2022, con 1.623 votos a favor de la revocatoria (97,13%) frente a 35 votos por el no. Por ello, cumpliendo lo establecido en la ley para estos casos, se realizaron elecciones atípicas en las que se eligió a Juan de Jesús Rodríguez para el mandato 2022-2023.

## Gobierno
Según lo dispuesto en la Constitución Política de Colombia, la administración del municipio está conformada por:
- Concejo municipal: encargado de reglamentar funciones y eficiente prestación de servicios a cargo del municipio, dictar normas para el municipio y establecer el presupuesto, adoptar programas de desarrollo y autorizar al alcalde para la celebración de contratos y ejercer funciones, entre otras tareas.
- Administración central: Compuesta por la Alcaldía Municipal y 6 secretarías:
  - Secretaría de Hacienda
  - Secretaría de Desarrollo Social
  - Secretaría de Infraestructura y Planeación
  - Secretaría General y de Gobierno, que incluye a la Comisaría de Familia y la Inspección de Policía
  - Secretaría de Desarrollo Económico
  - Secretaría de Servicios Públicos

### Histórico alcaldes
A continuación se presentan los alcaldes de Susa elegidos por voto popular entre 1988 y 2027, desde la instauración de dicho mecanismo entre 1986 y 1988:
| Período     | Alcalde                        |
| ----------- | ------------------------------ |
| 1988 - 1990 | José Elías Ballesteros         |
| 1990 - 1992 | Pedro Ballesteros Ballesteros  |
| 1992 - 1994 | Javier Antonio Robayo Pineda   |
| 1995 - 1997 | José Elías Ballesteros         |
| 1998 - 2000 | Guillermo Almanza Vanegas      |
| 2001 - 2003 | Germán Alirio Amaya Galeano    |
| 2004 - 2007 | Luis Eduardo Robayo Moya       |
| 2008 - 2011 | Jimmy Oswaldo Caro Ballesteros |
| 2012 - 2015 | Luis Eduardo Robayo Moya       |
| 2016 - 2019 | Oscar Eduardo Rocha Ramírez    |
| 2020 - 2021 | Ximena Ballesteros Castillo *  |
| 2022 - 2023 | Juan de Jesús Rodríguez        |
| 2024 - 2027 | Jimmy Oswaldo Caro Ballesteros |

* Revocada por acción popular

## Movilidad
A Susa se llega desde el municipio de Chía por la Ruta Nacional 45A que pasa por Zipaquirá y Ubaté directamente al casco urbano susense y prosigue al norte hacia Chiquinquirá en Boyacá y Puente Nacional en Santander. Al sur, hay una variante vial hacia Carmen de Carupa

## Turismo
- Iglesia de Nuestra Señora de los Dolores. Templo colonial con reminiscencias del barroco.
- Capilla del Divino Niño. Lugar de peregrinación.
- Cerro de la Virgen.
- El cerro El Calvario: ascenso empedrado con grutas de las estaciones del vía crucis y Semana Santa .
- Cerro del Boquerón de Jola. Mirador de la población y de gran parte del valle de Ubaté.
- Piedra Colgada. Formación geológica que sirve de observatorio, ubicado al suroeste de la cabecera municipal entre las veredas El Tablón y Aposentos. Según algunas descripciones, es "donde los vientos soplan y la sombra de las nubes acarician el municipio de Susa y es el lugar donde las piedras se cuelgan del corazón".
- La Cara del Indio. Piedra con morfología indígena, ubicada en la vereda La Glorieta.
- Parque Ecológico. Se puede transitar por un sendero empedrado y adornado por jardines que conforman un espectacular parque, para llegar, finalmente, a la parte alta donde se puede apreciar en toda su inmensidad el municipio.
- Piedra del Mico.
- Rancho de Potro Loco. (privado)
- Susa Downhill Park (el municipio cuenta con nueve pistas de descenso extremo para todos los niveles recreativos y de competencia).
- Pista de hare scramble.

#### Otros sitios de interés
- Estación de Ferrocarril de Susa: Ubicada al norte de la cabecera municipal, en la vereda La Estación. Si bien no es un sitio turístico como tal, es un lugar para los interesados en la historia del ferrocarril en el departamento.

## Cultura
En el municipio de Susa se realizan, entre otras actividades culturales:
- Festival del Requinto Susense
- Festival Cultural, recreativo, gastronómico y de tradiciones susense.

También es posible encontrar videos que describen a grandes rasgos los elementos más representativos del municipio:
- Municipio de Susa
- Susa turística y productiva
- Historias del abuelo: Susa. Producción realizada por el Programa de Concertación del Ministerio de Cultura y el canal SimiTV.
- "Puebliando con Patrocinia: Susa".  Creado por Susana Rodríguez en el marco del proyecto "Tejiendo un camino, cultura viva".

La canción "Tragedia de mi pueblo" interpretada por Los Reales del Pueblo hace referencia a un accidente automovilístico ocurrido en la vía Susa-Carmen de Carupa, un 26 de febrero.

## Servicios públicos
- Energía Eléctrica: Enel, es la empresa prestadora del servicio de energía eléctrica.
- Gas Natural: Vanti es la empresa distribuidora y comercializadora de gas natural en el municipio.